# Paisaje protegido de la Costa Oriental de Asturias
El Paisaje Protegido de la Costa Oriental de Asturias es uno de los elementos catalogados en la Red de Espacios Protegidos de Asturias que protege un pequeño sector de la costa oriental asturiana. Dentro de este espacio protegido se dan otras figuras de protección que van desde los LIC a las zonas de especial protección para las aves. Así incluye la Zona de Especial Protección para las Aves Ría de Ribadesella – Ría de Tinamayor (ES0000319), monumentos naturales como el de los bufones de Arenillas, la playa de Gulpiyuri, el bufón de Santiuste o la playa de Cobijeru) e incluso reservas de la bioesfera. También incluyen zonas de especial conservación, como la Zona Especial de Conservación de Ría de Ribadesella-Ría de Tinamayor (ES0000319, comparte código con la ZEPA del mismo nombre), o la Zona Especial de Conservación Río Purón (ES1200034)

## Descripción
Este paisaje protegido está todavía sin declarar (a abril de 2015), pese a contar con un instrumento de gestión recogido en el decreto 38/94 publicado en el número 152 del Boletín Oficial del Principado de Asturias y de la provincia. Se localiza en los concejos de Llanes y Ribadedeva constituyendo una estrecha franja de una anchura entre 1 y 4 kilómetros y una extensión litoral que abarca la totalidad de la costa del concejo de Ribadedeva, y prácticamente toda la del concejo de Llanes. El paisaje protegido está limitado al occidente por el valle del Río Nueva (Llanes), y por la parte oriental, hacia la que se extiende, por la ría de Tinamayor, lindando con la comunidad de Cantabria. Meridionalmente el trazado de la carretera N-634 marca sus límites, mientras que septentrionalmente la limita la propia línea costera, incluyendo en sus límites muchos islotes que están dispersos a lo largo de ella.
Podría definirse como un paisaje litoral, en el que predomina la piedra caliza, y que posee una gran riqueza tanto desde el punto de vista de sus variedades de vegetación, como de aves marinas, como por su patrimonio cultural e histórico, en el que se pueden destacar los yacimientos prehistóricos o la típica arquitectura indiana.

## Clima
La zona comprendida en el Paisaje Protegido de la Costa Oriental de Asturias, como suele ocurrir en la franja costera del Principado, tiene un clima totalmente definido por la influencia oceánica. Sus temperaturas medias anuales oscilan entre los 13 °C y los 18 °C, en verano, y entre los 8 °C y los 18 °C, en invierno.
Respecto al régimen de precipitaciones, este se ve influido por la cercanía al mar de la Sierra de Cuera y, en parte, por los cercanos Picos de Europa.

## Geología
Desde el punto de vista geológico, la costa oriental asturiana presenta una gran singularidad que radica en la naturaleza calcárea de las rocas que lo componen y en la compleja historia geológica de esta parte de la corteza terrestre.
La costa oriental asturiana se sitúa en el borde del Macizo Asturiano, representando la zona más externa del Macizo Hespérico. Característica de la zona es la alternancia de dos tipos de rocas sedimentarias de edad paleozoica: las calizas del Carbonífero, las cuales presentan una coloración gris, mientras que las cuarcitas del Ordovícico se presentan con colores amarillo pálido y blanquecino. Es por ello que el paisaje de la costa oriental es tan dual:
- sierras planas, o rasas, que surgen de la abrasión de origen marino de las cuarcitas,
- dolinas, lapiaces, simas, cuetos (elevaciones calizas), cuevas y otras formaciones, fruto de la capacidad de las calizas para disolverse por acción del agua (disoluciónkárstica).[3][6]

Además, todas estas variaciones del nivel del mar han contribuido a la conexión de algunas simas con el nivel del mar dando lugar a los cenotes y los bufones, que consisten en formaciones kárstico-marinas que durante los temporales de mar expulsan columnas de agua marina que pueden llegar a más de 50 m de altura.
Por otro lado, la presencia de cuevas, unido al suave clima de las zonas costeras y la presencia del mar, que siempre ha constituido una fuente de alimento, ha provocado que la presencia humana se diera desde muy temprano, por lo que los restos de la presencia de vida prehistórica (herramientas, útiles, pinturas rupestres, concheros…), así como restos de la presencia de animales prehistóricos en el litoral son considerables.
Por último podemos destacar entre las formaciones geomorfológicas diferentes de las ya nombradas anteriormente, las playas de características variadas como: playas de costa baja, playas de sierra plana, playas en la desembocadura de ríos, playas de ocupación de dolinas…

## Vegetación
La vida vegetal del área que conforma el Paisaje Protegido de la Costa Oriental está condicionada por la ya mencionada dualidad de sustratos geológicos, tan definitoria de su paisaje. Pese a que en tiempos remotos las sierras planas cuarcíticas debieron contar con frondosos bosques de carbayo (Quercus robur) y abedul(Betula pubescens subsp. celtiberica), es decir carbayedas oligótrofas (como puede encontrarse todavía en la Sierra de Cuera); y en las áreas calizas, dominarían las carbayedas eútrofas, es decir, los bosques mixtos de carbayo, fresno (Fraxinus excelsior) y arce (Acer pseudoplatanus), entre otras; la acción del hombre a lo largo tanto de la prehistoria como de la historia, han hecho que en la actualidad se haya producido una sustitución de los bosques naturales por cultivos y plantaciones forestales.
Durante el siglo XX en la mayoría de las sierras planas cuarcíticas se plantaron pinos, plantaciones que hoy en actualidad ocupan matorrales de tojo y brezo. Por parte en Las zonas calizas instalaron prados y cultivos, que conservan en la actualidad retazos de los antiguos bosques en los lindes y setos. Pese a todo pueden destacarse los bosques de encina (Quercus ilex), que ocupa cuetos calizos soleados y bien drenados, que no son utilizados para la agricultura lo cual ha permitido que se hayan conservado hasta la actualidad con sus características naturales, y por ello se las considera especie catalogada como de interés especial.
Por su parte, la vegetación se extiende en la línea litoral, estando presente con gran frecuencia en las mismas las playas, que se presentan en gran número y normalmente pequeño tamaño. Estas dimensiones hacen que los arenales sean escasos, por lo que los sistemas dunares se presentan como excepcionales, pese a contar con alguno. Algo semejante ocurre con los estuarios, al ser el drenaje principalmente subterráneo y no haber ríos de importancia, en los cuales se presenta vegetación de marismas, como ocurre en la Playa de Cobijero, Playa de Poo, Playa La Huelga y Playa de la Canalina o bahía de Niembro. Cabe destacar por su peculiaridad el estuario de la Ría de Tinamayor, que desarrolla la mayor parte de su área de marisma en Cantabria. 
También existen en la costa asturiana una gran cantidad de acantilados que presentan su propia vida vegetal, destacando la vegetación halófila que es dominante en estas zonas acantiladas.
El límite superior de los acantilados costeros, sobre todo en posiciones orientadas al sur y protegidas, por farallones costeros, de la brisa marina, se caracterizan por la presencia frecuente de acebuchales, que son masas arbustivas dominadas por el acebuche (Olea europea var. silvestris), especie que pese a tratarse de una variedad silvestre de olivo, está catalogada como de interés especial.

## Fauna
Al igual que ocurre con la vida vegetal, la vida animal se ha visto muy condicionada por la temprana presencia del hombre en esta área que actualmente está protegida. Esta presencia ha hecho que las grandes especies de mamíferos fueran reduciendo su presencia, quedando convertida en prácticamente testimonial, y quedando reducida a la presencia de un gran número y variedad de aves marinas. Así destaca la presencia, cada vez más frecuente, en los arroyos y en las playas de la nutria paleártica (Lutra lutra); o la presencia de anguila en la mayor parte de los ríos que desembocan en este espacio, y, más localizada, se observa la presencia de salmón atlántico (Salmo salar) y lamprea marina (Petromyzon marinus).
La falta de estuarios hace que no existan zonas de refugio y anidación para anátidas y aves limícolas, por lo que su presencia es muy ocasional en la mayor parte del litoral. Por esta razón es todavía más destacable la Ría de Tinamayor, como zona de presencia de este tipo de aves.
En los carrizales de la ría realizan la cría aves como el rascón europeo, la gallineta o el ánade real (Anas platyrhynchos). En ocasiones también pueden encontrarse nidadas depolluela pintoja y carricero tordal pese a ser especies de nidificación escasa en Asturias. Sin duda lo que más destaca son las poblaciones nidificantes de aves marinas: cormorán moñudo, especie considerada de interés especial en el Catálogo Regional de Especies Amenazadas y mantiene en el litoral oriental un número muy reducido de colonias reproductoras; y el paíño europeo, especie catalogada como especie de interés especial, que utiliza pequeñas oquedades y fisuras para su anidación, por lo que los acantilados kársticos del litoral oriental constituyen su zona favorita de anidación. El Castro de Santiuste, limítrofe entre los concejos de Llanes y Ribadedeva, cobija a una colonia que podría ser la mayor de todo el litoral cantábrico, pese a contar con la amenaza de la presencia desde antiguo de una población de conejos domésticos naturalizada; siendo además la única zona de cría de la garceta común (Egretta garzetta). También la gaviota patiamarilla utiliza estos acantilados como zona de nidificación.